# Macropodia doracis
Macropodia doracis is een krabbensoort uit de familie van de Inachidae. De wetenschappelijke naam van de soort is voor het eerst geldig gepubliceerd in 1981 door Manning & Holthuis.